# Ron Bushy
Ron Bushy (23. září 1945 Washington, D.C. – 29. srpna 2021 Santa Monica) byl americký rockový bubeník.

## Kariéra
Působil ve skupině The Voxmen. V roce 1966 se stal členem skupiny Iron Butterfly, se kterou nahrál její alba Heavy (1968), In-A-Gadda-Da-Vida (1968), Ball (1969), Live (1970) a Metamorphosis (1970). V roce 1971 se skupina rozpadla a Bushy na čas ukončil svou hudební kariéru. V roce 1974 byla skupina obnovena a Bushy s ní nahrál její dvě poslední studiová alba: Scorching Beauty a Sun and Steel (1975). Je jediným členem skupiny, který se podílel na všech jejích šesti studiových albech. Po odchodu z Iron Butterfly vybudoval vlastní nahrávací studio pojmenované Bushwack Studios.
V roce 1977 odešel z Iron Butterfly a spolu s druhým bubeníkem Walterem Kibbeyem, kytaristou a zpěvákem Ronem „Rocket“ Ritchotte a dvěma dalšími bývalými členy Iron Butterfly, baskytaristou Philipem Taylorem Kramerem a klávesistou Billem DeMartinesem založil skupinu Magic. Skupina však dlouho neexistovala a v roce 1978 se rozpadla. Bushy opět přešel k Iron Butterfly, kde vydržel do roku 1979. Následně založil skupinu Gold, kde vedle něj působili kytarista a zpěvák John Koehring, Kramer a Ritchotte, který byl krátce po založení nahrazen Stuartem Youngem. Skupina na jaře 1979 nahrála jedno album, ale nebylo nikdy vydáno. Roku 1978 hrál Bushy na bicí v jedné písni z alba First Taste skupiny Juicy Groove.
V roce 1982 a znovu v letech 1987-1988 se Bushy zúčastnil několika koncertů Iron Butterfly. Od roku 1993 ve skupině působil až do jejího rozpadu v roce 2012.
Dlouhodobě žil v Santa Monice v Kalifornii, kde v roce 2021 ve věku 79 let zemřel.